# Adinandra integerrima
Adinandra integerrima är en tvåhjärtbladig växtart som beskrevs av T. Anders och William Turner Thiselton Dyer. Adinandra integerrima ingår i släktet Adinandra och familjen Pentaphylacaceae. Inga underarter finns listade i Catalogue of Life.